# Malý zázrak
Malý zázrak (v anglickém originále Everyone's Hero) je kanadsko-americký animovaný film z roku 2006. Režisérem filmu je trio Christopher Reeve, Daniel St.Pierre a Colin Brady. Hlavní role ve filmu ztvárnili Jake T. Austin, William H. Macy, Mandy Patinkin, Brian Dennehy a Rob Reiner.

## Obsazení
| Jake T. Austin  | Yankee Irving   |
| William H. Macy | Lefty Maginnis  |
| Mandy Patinkin  | Stanley Irving  |
| Brian Dennehy   | Babe Ruth       |
| Rob Reiner      | Screwie         |
| Whoopi Goldberg | Darlin          |
| Raven-Symoné    | Marti Brewster  |
| Forest Whitaker | Lonnie Brewster |
| Robin Williams  | Napoleon Cross  |